# 毒鼠子科
毒鼠子科共有3属160余种，分布在全球热带和亚热带地带，主要生长在干旱地区，中国有2种—Dichapetalum hainanense（Hance）Engler和 Dichapetalum gelonioides（Hook. f. ）Engler，全部生长在海南。
本科植物为小乔木、灌木或藤本；单叶互生，有托叶早落；花小，花瓣2；果实为核果。

## 属
- 毒鼠子属 Dichapetalum
- Stephanopodium
- Tapura

1981年的克朗奎斯特分类法将其列在卫矛目中，1998年根据基因亲缘关系分类的APG 分类法认为应该放在金虎尾目中，2003年经过修订的APG II 分类法认为可以选择性地与金壳果科、大戟科和三角果科合并。